# L'appello
L'appello (The Chamber) è il quinto romanzo di John Grisham, pubblicato nel 1994. Il libro appartiene al genere del giallo giudiziario, del quale Grisham è uno degli autori più noti.

## Trama
Il 21 aprile 1967 la vittima designata era Marvin Kramer, ebreo e paladino dei diritti civili, ma a morire furono i suoi due bambini. L'assassino, Sam Cayhall, membro e attivista del Ku Klux Klan, fu arrestato e condannato a morte. Tra l'appello ed una serie di rinvii il caso si trascina per vent'anni, finché la Corte Suprema del Mississippi stabilisce la data dell'esecuzione. Quando tutto sembra deciso, un giovane avvocato chiede di riaprire il caso e di sospendere la pena.

## Il film
Nel 1996 il romanzo fu trasposto nel film L'ultimo appello, per la regia di James Foley, interpretato da Gene Hackman e Chris O'Donnell.

## Edizioni italiane
- L'appello, traduzione di Roberta Rambelli, Collana Omnibus, Milano, Mondadori, maggio 1994,  p. 594, ISBN 88-04-38437-9. - Trezzano sul Naviglio, Euroclub, 1994; Milano, CDE, 1994.
- L'appello, traduzione di Roberta Rambelli, Collana Oscar Bestsellers n.646, Mondadori, settembre 1995,  pp. 594, cap. 52, ISBN 88-04-40722-0. - Collana I MITI n.245, Mondadori, 2002, ISBN 88-04-50805-1; ed. speciale, Mondadori, 2014, ISBN 978-88-046-4546-7; Collana Oscar Bestsellers, Mondadori, 2022, ISBN 978-88-047-7304-7; Milano, Hearst Magazines, 2024, ISBN 977-00-166-9439-5.